# Proton 1
Proton 1 (ros. Протон)  – radziecki satelita naukowy serii Proton, do badań w zakresie astronomii; pierwszy ładunek wyniesiony przez rakiety nośne rodziny Proton (używanej aż do XXI wieku), w dwuczłonowym wariancie UR-500; podówczas najcięższy ładunek wyniesiony w przestrzeń kosmiczną.
Satelita był ładunkiem pierwszej w historii rakiety UR-500, która utworzyła potem rodzinę rakiet nośnych Proton, która była jednym z filarów radzieckiego i rosyjskiego programu kosmicznego. 
Pierwszy start nie obył się bez problemów. W trakcie procedury startowej zidentyfikowano wyciek utleniacza (tetratlenku diazotu) na przewody elektryczne. Dyrektor startu, Władimir Czełomiej, zdecydował o starcie i nie przerywaniu procedury. Rakieta wystartowała pomyślnie. Przez pierwsze kilka godzin odbierano jedynie sygnały świadczące o obecności satelity na orbicie. Później podjął on normalną pracę i przez 45 dni przesyłał dane naukowe o wysokoenergetycznym promieniowaniu kosmicznym.
Z uwagi na symbol umieszczony na poszyciu II członu rakiety, przy starcie była ona nazywana Herkules lub Atlantis, ale nazwa nie przyjęła się. Nazwa satelitów stała się za to określeniem dla rakiet nośnych.

## Budowa i działanie
Z uwagi na swoją wielkość, statki Proton były często nazywane „stacjami kosmicznymi”, co szczególnie widać przy ich opisach na znaczkach pocztowych.
Statek miał kształt cylindryczny, z 4 rozkładanymi panelami ogniw słonecznych. Na jego elektronikę składało się ponad 4100 tranzystorów, ponad 4500 diod i około 9000 innych elementów półprzewodnikowych.
Statek był wyposażony w zestaw przyrządów do monitorowania promieni kosmicznych (do 100 TeV), pomiaru intensywności i rozkładu energii elektronów pochodzenia galaktycznego i promieniowania gamma (powyżej 50 MeV).